# Konnur
Konnur é uma panchayat (vila) no distrito de Belgaum, no estado indiano de Karnataka.

## Geografia
Konnur está localizada a 16° 12′ N, 74° 45′ L. Tem uma altitude média de 606 metros (1988 pés).

## Demografia
Segundo o censo de 2001, Konnur tinha uma população de 17 978 habitantes. Os indivíduos do sexo masculino constituem 51% da população e os do sexo feminino 49%. Konnur tem uma taxa de literacia de 60%, superior à média nacional de 59,5%: a literacia no sexo masculino é de 70% e no sexo feminino é de 49%. Em Konnur, 13% da população está abaixo dos 6 anos de idade.